# Liste der Monuments historiques in Norroy-le-Veneur
Die Liste der Monuments historiques in Norroy-le-Veneur führt die Monuments historiques in der französischen Gemeinde Norroy-le-Veneur auf.

## Liste der Bauwerke
| Bezeichnung      | Beschreibung                                      | Standort         | Kennzeichnung | Schutzstatus | Datum | Bild           |
| ---------------- | ------------------------------------------------- | ---------------- | ------------- | ------------ | ----- | -------------- |
| Kirche St-Pierre | ab dem 13. Jahrhundert; einschließlich der Krypta | Grand Rue (Lage) | PA00106929    | Classé       | 1983  | weitere Bilder |